# Take to the Skies
Take to the Skies is het debuutalbum van Enter Shikari, uitgebracht in 2007 door Ambush Reality.

## Track listing
1. (1:09)
  - Bij de iTunes-versie is dit nummer samengevoegd met het nummer "Enter Shikari".
2. Enter Shikari - (2:54)
3. Mothership - (4:31)
4. Anything Can Happen In The Next Half Hour - (4:33)
5. (1:02)
  - Bij de iTunes-versie is dit nummer samengevoegd met het nummer "Anything Can Happen In The Next Half Hour".
6. Labyrinth - (3:53)
7. No Sssweat - (3:17)
8. Today Won’t Go Down in History - (3:36)
9. (1:29)
  - De iTunes-versie van dit nummer heet "Reprise 1".
10. Return To Energizer - (4:36)
11. (0:20)
  - Bij de iTunes versie is dit nummer samengevoegd met het nummer "Sorry, You're Not A Winner".
12. Sorry You're Not A Winner - (3:53)
13. (0:37)
  - Bij de iTunes-versie is dit nummer samengevoegd met het nummer "Jonny Sniper".
14. Jonny Sniper - (4:03)
15. Adieu - (5:42)
16. OK Time For Plan B - (4:56)
17. (2:42)
  - De iTunes-versie van dit nummer heet "Reprise 2".

## Trivia
- Het album bevat 6 titelloze interludes, deze hebben allemaal bijnamen, maar staan niet onder de betreffende naam vermeld op het album:

1. Stand Your Ground, This Is Ancient Land - 5. Interlude 1 - 9. Reprise 1 - 11. Interlude 2 - 13. Interlude 3 - 17. Reprise 2